# Muhammad (Sure)

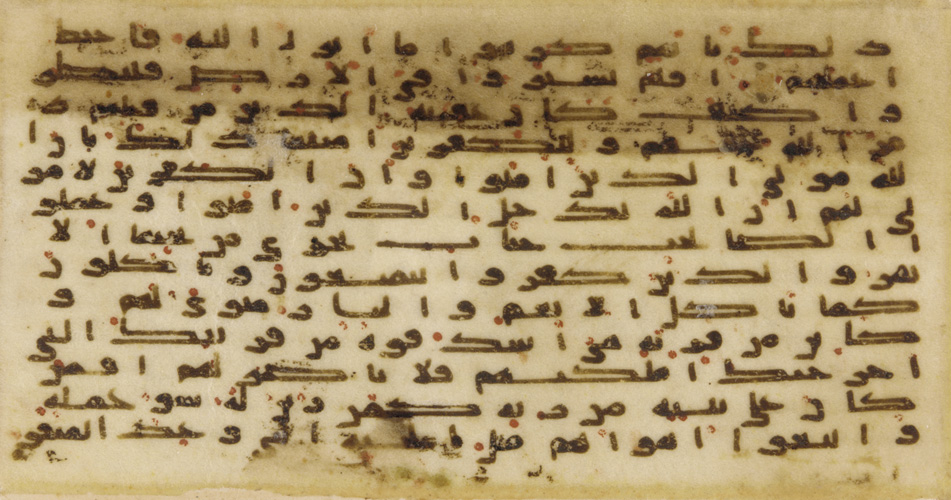
Fragment der 47. Sure, Verse 9–15. Kufische Schrift, 9. Jahrhundert

Muhammad (arabisch محمد, DMG Muḥammad mɔˈħamːəd) ist die 47. Sure des Korans, sie enthält 38 Verse. Der Name der Sure bezieht sich auf den Propheten Muhammad, der im zweiten Vers erwähnt wird. Sie wird als medinensische Sure angesehen, die zwischen 623 und 625 entstand. Eine Ausnahme dazu bildet Vers 13, mit einem Hinweis auf deine Stadt, die dich vertrieben hat, womit Mohammeds Auszug aus Mekka im Jahre 622 gemeint ist. Die Sure beschreibt hauptsächlich die Schwierigkeiten der islamischen Gemeinde mit ihren Feinden in Mekka und das Verhalten im Kampf gegen die Ungläubigen. Mit Bezug auf den Vers 20 wird die Sure manchmal auch al-Qitāl („Der Kampf“) genannt.
Der 19. Vers der Sure enthält die Formel Lā ilāha illā ʾllāh(u) (arabisch لا إله إلا الله): „Es gibt keinen Gott außer Gott“, den Beginn des islamischen Glaubensbekenntnisses. Ein Ausschnitt aus dem 7. Vers, „Wenn ihr Gott beisteht, wird auch er euch beistehen“ (arabisch إن تنصروا الله ينصركم), ist Bestandteil des marokkanischen Wappens.